# Enten Hitti
Enten Hitti è un gruppo musicale di ricerca e sperimentazione che nasce e si sviluppa nel 1996 da un'idea di Pierangelo Pandiscia e Gino Ape.
Il progetto è di costituire un gruppo aperto, un laboratorio sonoro per l'esplorazione e la ricerca delle intersezioni fra elettronica, musiche rituali ed etniche e canzone d'autore. Il gruppo si dimostra subito fortemente ispirato dall'arcaico e dalle suggestioni sulle radici della musica e i suoni primari anche se accanto a questa dimensione coesiste una vena da canzone d'autore in cui parole, testi, poesia prendono un ruolo importante.

## Storia del gruppo
Il progetto Enten Hitti nasce nel 1996 come laboratorio sonoro volto a sperimentare le intersezioni fra elettronica, musica rituale ed etnica e poesia contemporanea.
Pierangelo Pandiscia e Gino Ape ne sono i fondatori; essi spaziano dalla paleografia musicale all'informatica, dai suoni elementari alla musicoterapia, dal teatro di ricerca alla performing arts. La storia di venti anni di attività parte da un'impostazione più rock in cui si nota l'influenza di gruppi come Tuxedomoon, Can e Penguin Cafe Orchestra.
Dal 2000 in poi prendono corpo attività più sperimentali fra musica preistorica e installazioni sonore. In questi anni vengono autoprodotti diversi CD e realizzati decine di concerti in festival e locali storici (Link di Bologna, Baraonda di Massa, Bloom di Mezzago, Circolo degli Artisti di Roma, Tunnel di Milano, Festival di Radio Onda d'Urto, ecc.).
Moltissimi gli incontri, gli amici e le collaborazioni, dalle Officine Schwartz a Paolo Bandera ed Eraldo Bernocchi (Sigillum S), da Massimo Zamboni e Giovanni Lindo Ferretti, alle esperienze sui mistici del Duecento con Franco Battiato, dalla ricerca sulla musica preistorica seguendo Walter Maioli e Art Of Primitive Sound alle contaminazioni teatrali col Teatro de Los Andes, l'Odin Teatret e il Workcenter di Jerzy Grotowski. Partecipano ai Simposi di Arte Preistorica e Tribale organizzati dal Centro Camuno di studi Preistorici dal 1997 al 2002 e compiono viaggi di ricerca in India con i cantori tribali BAUL (1995-1997), in Nord Africa con la Confraternita Gnaua (Marocco) ed Essaiura (Tunisia), in Mongolia, Messico e Siberia facendo pratiche sciamaniche.

## In più di 25 anni di attività (1996-oggi)  gli Enten Hitti cercano di superare la forma concerto classica a favore dell'installazione sonora e della performance. L'approccio ha una connotazione rituale e si propone di realizzare delle esperienze autentiche nella relazione performer-partecipante. I principali filoni di attività percorsi sono:
- Installazioni sonore e land-art: collaborano con l'artista Bernarda Visentini che opera col cemento leggero riattualizzando forme arcaiche componendo musiche per installazioni.Partecipano a Festival Verdi e di Lega ambiente dal 1996 al 2000. Prendono parte al Festival Polyssonneries di Lione.
- Concerti-reading di poesia sonora: partecipano al Festival Art Action di Monza nel 2003 con il reading "A tutti gli uragani che ci passarono acconto" riadattato e proposto dal 2004 al 2010 presso Cafe Letterario di Bergamo, Roma, Teatro Auditorium Zanica, Moonshine di Milano e numerosi Circoli Arci italiani. Il reading è ispirato e dedicato allo scrittore visionario G.J. Ballard scomparso nel 2009. Sono membri attivi del Progetto editoriale "La voce in movimento" Archivio di poesia sonora del '900 edito da MOMO/HArta Performing.
- Performance musical-teatrali: con i progetti "Suoni nascosti concerto per pietre, legni e corpi in movimento (basato sul dialogo fra suoni naturali e danza sensibile in collaborazione con Ilaria Negri danzatrice e arteterapeuta) e "Arcane forme. concerto per pietre, legni e argilla in movimento (in collaborazione con la scultrice Enya Idda che trasforma in scultura d'argilla il dialogo sonoro di suoni primari e voce), Labirinti sonori (percorsi rituali in labirinti costruiti con oggetti naturali e sonorizzazione con strumenti naturali, arpa, canto). Queste performance sono realizzate in anteprima presso lo Spazio Sirin di Milano nel 2008 e successivamente presentate in diversi centri culturali, di yoga e meditazione. Le performance sono state presentate anche in Festival nazionali ed internazionali (Eventi collaterali Biennale di Venezia 2009, Festival Ville e castella 2010).
- Sleeping Concert: esperienze-concerto che durano dalla mezzanotte all'alba in cui vengono proposte ad un pubblico, che viene invitato a portare il proprio sacco a pelo, delle frasi melodiche essenziali e suoni naturali. Tamburi sciamanici, campane di cristallo, arpa celtica, violino, oboe e decine di strumenti etnici e rituali. L'esperienza sperimenta lo stato di confine fra veglia e sonno/sogno ed è stata realizzata sia in piccoli gruppi, workshops di musicoterapia in piscine termali, che in forma di vero e proprio concerto. Gli sleeping Concert sono stati realizzati nell'ambito di vari Festival (Festival Spiritualia 2010, Festival Biodiversità 2011-2012-2014, Asti Teatro 2011-2013, Scenario Montagna 2011, Festival Feeding the soul Milano 2015, Sconfinando - anfiteatro romano di Luni 2015, Arena delle balle di Paglia - Cotignola 2017, Parco Nord Milano, Giornata mondiale della Terra-Milano 2018, Festival Odissea 2018).
- Concerti nel buio: performance al buio assoluto con quattro musicisti disposti ai quattro angoli della sala. Realizzati presso centro sociale Piano Terra Milano, Festival La voce del corpo - Osnago 2018.

Gli Enten Hitti, inoltre, hanno composto musiche per la RAI (Radiodue) e per alcuni spettacoli teatrali (Teatro Studio Aut Aut, “Medea”, “L'uomo dal fiore in bocca”, Teatro Attivo “I canti della Merla”), e hanno prodotto videoclip di ricerca.

## Musica
Oltre strumenti classici vengono usati pietre, legni, conchiglie, ossa, unghie, semi essiccati e strumenti delle tradizioni etniche. Le musiche composte sono solitamente basate sulla melodia, sul ritmo e su sequenze modali più che sull'armonia e sul sistema tonale. Gli Enten Hitti inoltre usano, studiano e sperimentano strumenti elettronici e computer per creare suoni: se il tappeto sonoro creato da una tastiera elettronica può avere il medesimo risultato acustico di un didjeridoo aborigeno, perché non riconoscervi un medesimo significato?
In parallelo intraprendono un lavoro di ricerca su musica e trance nelle varie tradizioni etniche; in particolari hanno incontrato e sperimentato i canti, i ritmi ed i rituali della Confraternita Gnawa di Marrakech (Marocco), le tecniche di canto difonico degli sciamani mongoli e della Repubblica di Tuva (lavoro col maestro Tran Quang Hai e Sainkho Namtchylak) e i canti esoterici del vodu haitiano di Maud Robart.

## Discografia

### Album
- 1996 - Giant Clowns of the Solar World (AMPLEXUS)
- 1997 - Giganteschi pagliacci del mondo solare (CPI/POLYGRAM)
- 1999 - Musica Humana (autoproduzione)
- 2003 - A tutti gli Uragani che ci passarono accanto (autoproduzione)
- 2011 - La solitudine del sole (ALIODIE Hic sunt leones)
- 2014 - Fino alla fine della notte (ALIODIE Hic sunt leones)
- 2016 - Musica Humana (Lizard Records) Ristampa
- 2020 - A tutti gli Uragani che ci passarono accanto (Lizard Records/ADN) Ristampa
- 2022 - Via Lattea (ADN/LizardRecords/SeaHorse Recording)
- 2025 - Mistiche Ribelli ( Lizard Records)